# 盛岡南道路
盛岡南道路（もりおかみなみどうろ）は、岩手県紫波郡矢巾町藤沢から盛岡市永井に至る延長7.4 km（キロメートル）の国道4号のバイパスである。

## 概要
現道の国道4号混雑緩和、交通の速達性及び安全性向上を目的に2022年度（令和4年度）に事業化された。

### 道路諸元
- 起点 - 岩手県紫波郡矢巾町藤沢
- 終点 - 岩手県盛岡市永井（国道46号西バイパス南口交差点）
- 延長 - 7.4 km
- 道路規格 - 第3種第1級
- 車線数 - 4車線
- 設計速度 - 80 km/h
- 標準幅員 - 25.25 m（土工部）

## 交差する道路
- 岩手県道120号不動盛岡線（予定）

## 歴史
- 2022年度（令和4年度） - 事業化